# 香港駕駛學院

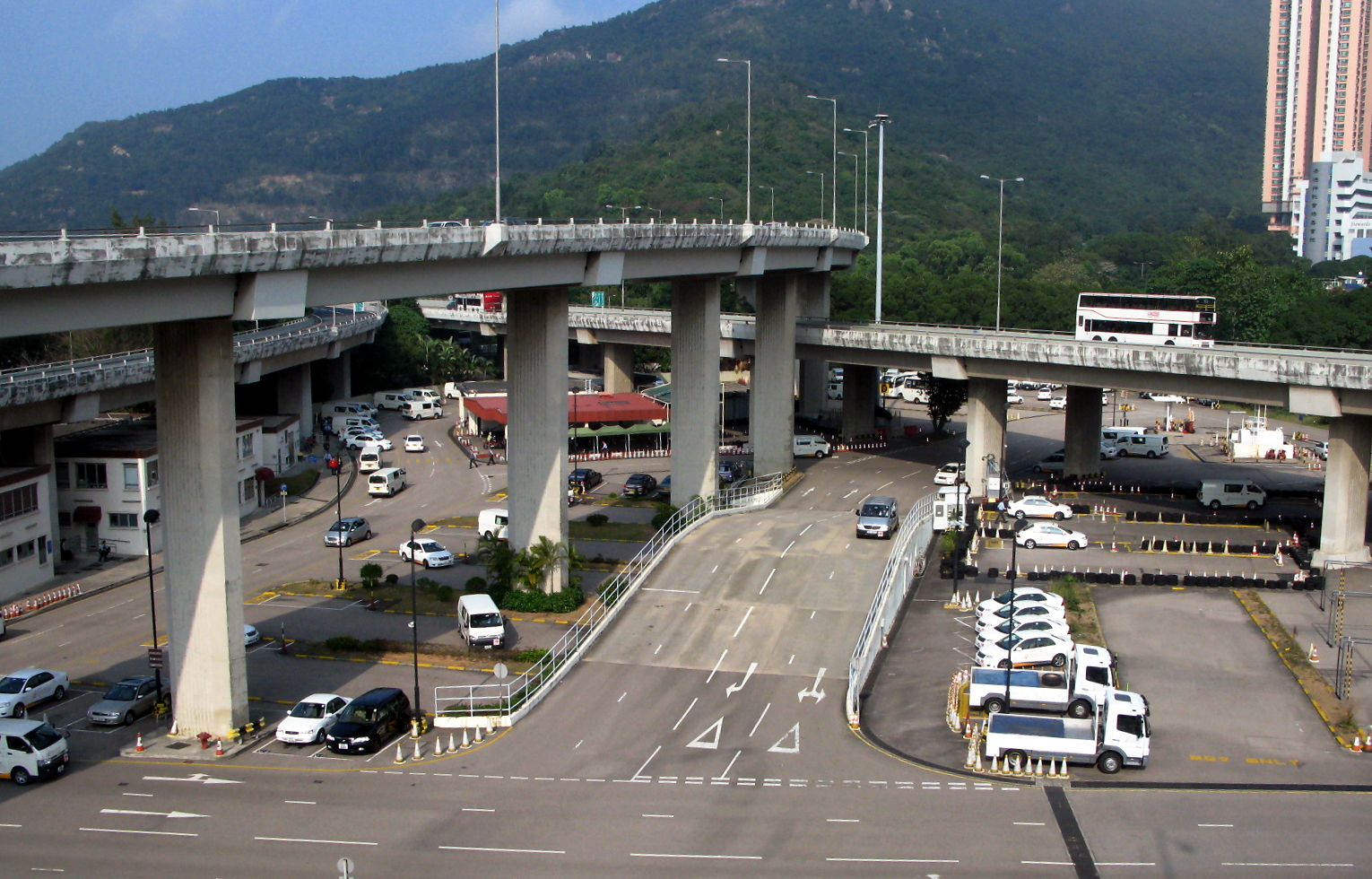
小瀝源安全駕駛中心

香港駕駛學院有限公司（英語：Hong Kong School of Motoring Limited）是香港的政府指定駕駛學院，於1983年成立。香港駕駛學院共設有三間安全駕駛中心，分別位於南區鴨脷洲、沙田小瀝源及元朗南生圍。
由於用地面積受限，港島安全駕駛中心是駕駛學院三間安全駕駛中心中唯一不提供商用車課程（的士除外）的駕駛中心。此外，港島安全駕駛中心也是唯一在考試路線中沒有交通燈的駕駛中心。

## 歷任主席
- 1983年至？：許堅信[1]（Gerald Aidian Higginson）
- 2001年至今：楊顯中

## 歷史
香港駕駛學院首間駕駛中心為港島安全駕駛中心，於1983年成立，原址位於黃竹坑。四年後，沙田安全駕駛中心於大圍成立。
1994年位於南生圍的元朗安全駕駛中心成立，是駕駛學院三間安全駕駛中心唯一至今從未搬遷的駕駛中心。
2000年，為配合九鐵馬鞍山支綫發展需要，沙田安全駕駛中心從現址名城的用地搬遷至小瀝源沙田圍路138號。因應海洋公園翻新工程，港島安全駕駛中心於2007年搬遷至鴨利洲利南道68號的工業村用地，以「新港駕駛學院」名義營運該駕駛中心。
2017城規會曾提出將港島安全駕駛中心現址改劃為休憩用地，並計劃於2027年將港島安全駕駛中心搬遷至柴灣盛泰道及常茂街交界待建成的綜合大樓。

### 引用
1. ↑  . 華僑日報. 1989-06-04: 11  [2024-06-23].
2. ↑  .   [2023-01-01]. （原始内容存档于2023-01-01）. （页面存档备份，存于）
3. ↑  .   [2023-01-01]. （原始内容存档于2023-01-01）. （页面存档备份，存于）
4. ↑  .   [2023-01-01]. （原始内容存档于2023-01-01）. （页面存档备份，存于）

### 來源
- . 信報有限公司. 1989: 72. 香港駕駛學院是一間私人機構，提供駕駛訓練。該學院於1983年成立，由一間電腦公司及香港海底隧道有限公司合組而成，各佔一半股權，由於港府……